# Katheryn Winnick

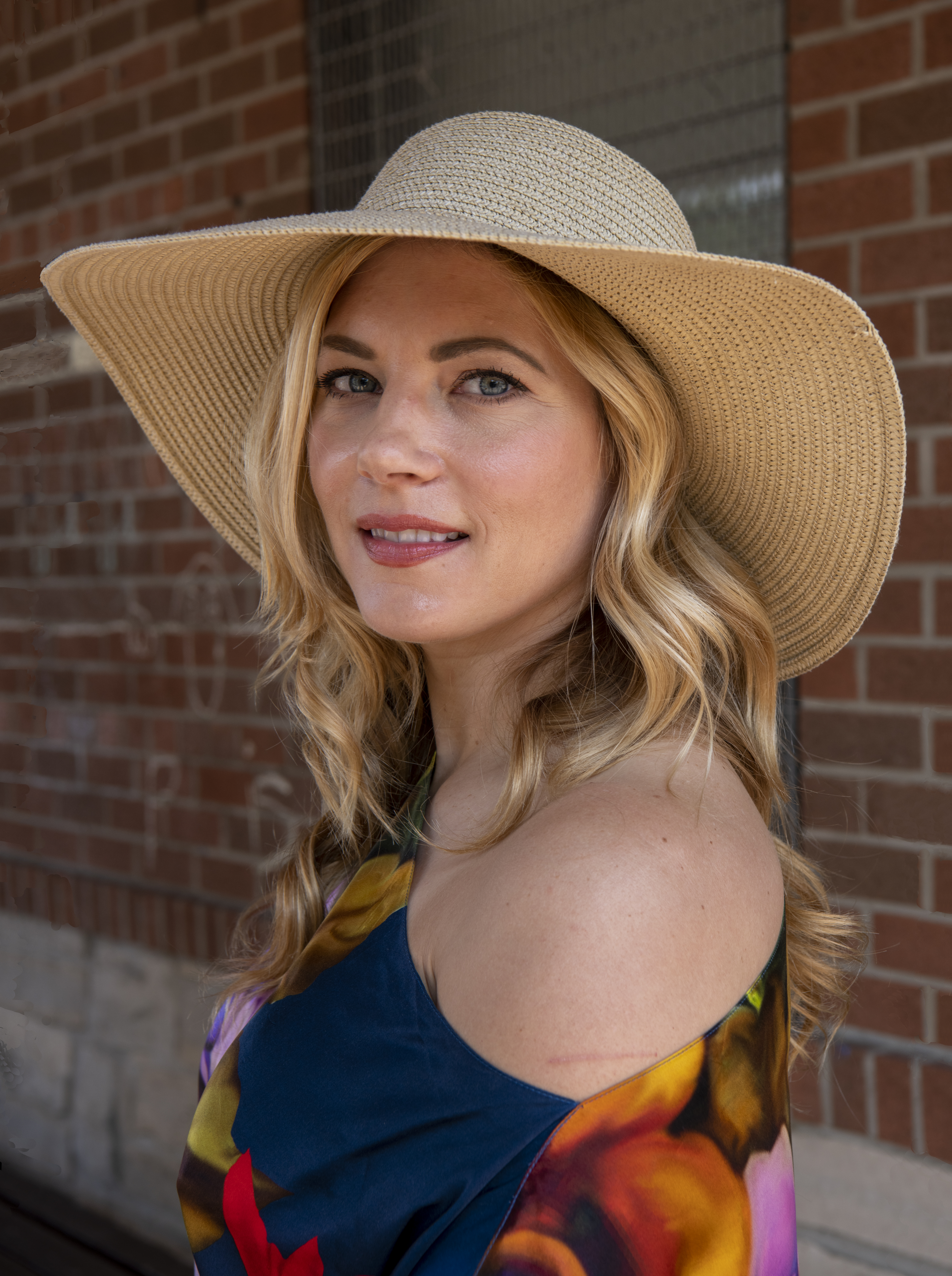
Katheryn Winnick, 2023

Katheryn Winnick (* 17. Dezember 1977 in Etobicoke, Ontario als Katerena Anna Vinitska) ist eine kanadische Schauspielerin.

## Leben und Karriere
Winnick wuchs in Etobicoke auf, einer Stadt, die später in Toronto eingemeindet wurde. Ihre Eltern zogen nach dem Zweiten Weltkrieg nach Kanada. Ihre Muttersprache ist Ukrainisch. Sie erlernte diverse Kampfsportarten und hat einen schwarzen Gürtel dritten Grades in Taekwondo sowie einen schwarzen Gürtel zweiten Grades in Karate. Zudem ist sie ein staatlich anerkannter Bodyguard. In der Highschool spielte sie in Theaterproduktionen und schrieb eigene Stücke. Weiterhin gab sie am Filmset u. a. Jennifer Jason Leigh Kampfsportunterricht und entdeckte so ihre Leidenschaft fürs Schauspielern. Sie ging zu Castings und bekam beim zweiten Mal eine Rolle in einer Fernsehserie angeboten.
Ihre erste größere Rolle hatte sie 1999 in Student Bodies, wo sie wie auch in dem Film Und Nietzsche weinte mit Jamie Elman vor der Kamera stand. Winnick nahm Schauspielunterricht in William Esper’s Studio in New York City, bevor sie nach Los Angeles zog. In der ABC-Filmbiographie Trump Unauthorized (2005) über Donald Trump verkörperte sie Ivana Trump. Für ihre Rolle im Film Daddy’s Little Girl wurde Winnick auf dem New York International Independent Film and Video Festival mit einem Short Film Award in der Kategorie Beste Schauspielerin (Best Actress) ausgezeichnet.
In den Jahren von 2013 bis 2020 spielte sie die Hauptrolle der Lagertha Lothbrok in der kanadisch-irischen Fernsehserie Vikings.
2019 übernahm sie in der ersten Staffel der Netflix-Serie Wu Assassins die Rolle der Undercoverermittlerin Christine „CG“ Gavin. Neben ihrem Darstellerkollegen Iko Uwais war sie auch als Co-Produzent an der Serie beteiligt und führte bei einer Episode Regie.

## Filmografie (Auswahl)
Filme
- 2001: Biohazardous
- 2002: Smoking Herb
- 2002: Fabled
- 2002: Daddy’s Little Girl (Kurzfilm)
- 2002: Ein Chef zum Verlieben (Two Weeks Notice)
- 2003: What Alice Found
- 2004: 50 erste Dates (50 First Dates)
- 2004: Satan’s Little Helper
- 2004: Our Time Is Up (Kurzfilm)
- 2004: Road Party (Going the Distance)
- 2005: Donald Trumps große Show (Trump Unauthorized, Fernsehfilm)
- 2005: Hellraiser: Hellworld
- 2006: 13 Graves (Fernsehfilm)
- 2006: Cloud 9
- 2006: Zum Ausziehen verführt (Failure to Launch)
- 2006: Kiss Me Again
- 2007: Tipping Point (Fernsehfilm)
- 2007: Und Nietzsche weinte (When Nietzsche Wept)
- 2007: Law Dogs (Fernsehfilm)
- 2008: Tranced (Kurzfilm)
- 2008: Amusement
- 2010: Kiss & Kill (Killers)
- 2010: Love and other Drugs – Nebenwirkung inklusive (Love and other Drugs)
- 2011: Choose
- 2012: Stand Up Guys
- 2012: Charlies Welt – Wirklich nichts ist wirklich (A Glimpse Inside the Mind of Charles Swan III)
- 2013: The Art of the Steal – Der Kunstraub (The Art of the Steal)
- 2017: Der Dunkle Turm (The Dark Tower)
- 2018: Speed Kills
- 2019: Polar
- 2020: Wander – Die Verschwörung ist real (Wander)
- 2021: The Marksman – Der Scharfschütze (The Marksman)
- 2021: Flag Day

Fernsehserien
- 1999: PSI Factor – Es geschieht jeden Tag (Psi Factor: Chronicles of the Paranormal, Folge 4x02)
- 1999–2000: Student Bodies (5 Folgen)
- 2000: Relic Hunter – Die Schatzjägerin (Relic Hunter, Folge 1x14)
- 2002, 2009: Criminal Intent – Verbrechen im Visier (Law & Order: Criminal Intent, 2 Folgen)
- 2003: Oz – Hölle hinter Gittern (Oz, Folge 6x05)
- 2003: 10-8: Officers on Duty (Folge 1x11)
- 2004: CSI: Miami (Folge 2x22)
- 2004: Missing – Verzweifelt gesucht (1-800 Missing, Folge 2x16)
- 2005: CSI: NY (Folge 2x04)
- 2006: Criminal Minds (Folge 1x18)
- 2007: Dr. House ( House M.D., Folge 3x12)
- 2008: Law & Order (Folge 18x18)
- 2009: CSI: Vegas (CSI: Crime Scene Investigation, Folge 9x10)
- 2010–2011: Bones – Die Knochenjägerin (Bones, 7 Folgen)
- 2011: Nikita (Folge 2x04)
- 2011: The Glades (Folge 2x03)
- 2012: Transporter: Die Serie (Transporter: The Series, Folge 1x06)
- 2013–2020: Vikings (71 Episoden)
- 2015: Person of Interest (Folge 4x18)
- 2019: Wu Assassins (10 Episoden)
- 2020–2023: Big Sky (47 Episoden)